# Grote Prijs van Chambéry 2025
De 22e editie van de wielerwedstrijd Grote Prijs van Chambéry vond plaats op 20 april 2025. De 121 deelneemsters moesten een parcours van 119,4 kilometer in en rond Chambéry afleggen. De wedstrijd had de UCI-categorie 1.1. De Italiaanse Erica Magnaldi won na een solo, voor de Oostenrijkse Mona Mitterwallner en Léa Curinier uit Frankrijk.

## Uitslag
| Plaats  | Naam                | Ploeg                             | Tijd     |
| ------- | ------------------- | --------------------------------- | -------- |
| Winnaar | Erica Magnaldi      | UAE Team ADQ                      | 3u27'05" |
| 2       | Mona Mitterwallner  | Human Powered Health              | + 1'18"  |
| 3       | Léa Curinier        | FDJ-SUEZ                          | + 2'33"  |
| 4       | Barbara Malcotti    | Human Powered Health              | + 3'11"  |
| 5       | Greta Marturano     | UAE Team ADQ                      | z.t.     |
| 6       | Paula Blasi         | UAE Team ADQ                      | + 4'43"  |
| 7       | Petra Stiasny       | Roland                            | + 4'49"  |
| 8       | Karin Söderqvist    | Massi-Baix Ter                    | + 4'58"  |
| 9       | Nele Laing          | LKT                               | + 4'59"  |
| 10      | Ségolène Thomas     | St Michel-Preference Home-Auber93 | + 5'01"  |
| 11      | Tess Moerman        | AG Insurance-Soudal               | + 5'03"  |
| 12      | Ginia Caluori       | NEXETIS                           | + 5'09"  |
| 13      | Lea Fuchs           | SPAR CTO                          | + 5'47"  |
| 14      | Urška Žigart        | AG Insurance-Soudal               | + 6'20"  |
| 15      | Gaia Segato         | BePink-Imatra-Bongioanni          | + 7'25"  |
| 16      | Julie Van de Velde  | AG Insurance-Soudal               | + 8'57"  |
| 17      | Célia Gery          | FDJ-SUEZ                          | z.t.     |
| 18      | Morgane Coston      | Roland                            | + 9'54"  |
| 19      | Sandrine Etienne    | Chambéry                          | + 9'56"  |
| 20      | Valentina Venerucci | A.R. Monex                        | + 10'02" |